# Люблински католически университет „Йоан Павел II“
Люблинският католически университет „Йоан Павел II“ (на полски: Katolicki Uniwersytet Lubelski Jana Pawła II) е частен университет в Полша. Разположен е в Люблин, югоизточна Полша, а два от факултетите му – в градове в околностите. Днес има осем факултета: Теология, Философия, Канонично право и администрация, Социални науки, Математика и природни науки, Културология, Правни и икономически науки (кампус в Томашов Люблински), Социални науки (кампус в Стальова Воля). Основан е през 1918 г. Единственият недържавен университет в Полша.

## Рейтинги
През 2006 г. Newsweek Polska поставя университета на 54-то място сред всички полски университети. Друго списание, Wprost, го поставя на 15-о място сред хуманитарните университети. През 2011 г. е поставен на 8-о място измежду всички полски университети. През учебната 2011/2012 година програмата по философия на университета е поставена на първо място от Полската агенция за акредитация, вследствие на което университетът получава 9 млн. полски злоти по проекти през годината.

## Галерия
- Collegium Iuridicum
- Двор на Ректората
- Колегиум „Йоан Павел II“
- Университетски параклис